# Pavelló de conveniència

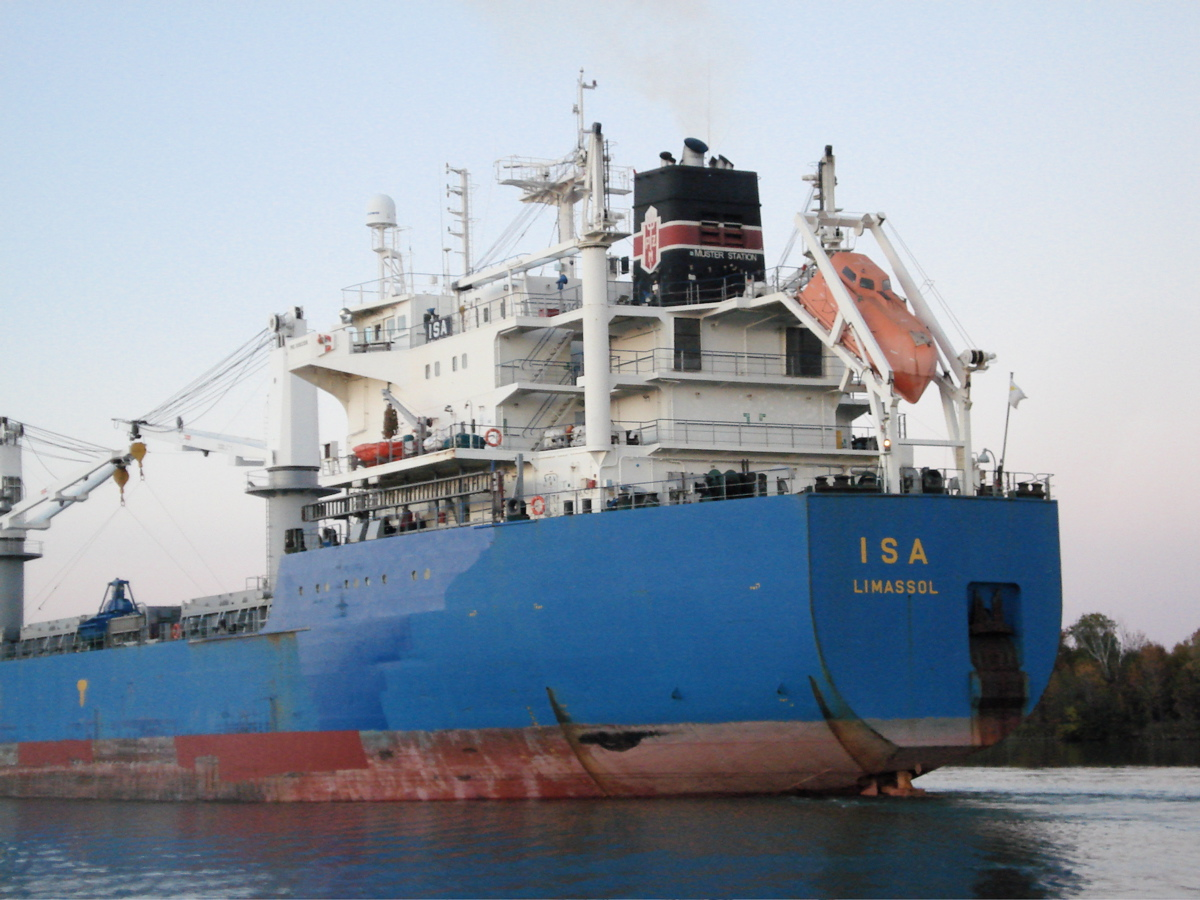
Vaixell de càrrega enarborant pavelló de Xipre.

Pavellons o banderes de conveniència són els dels vaixells civils, que reflecteixen la relació entre el navilier i els estats que enarboren accidentalment les seves banderes. Aquests estats ofereixen un sistema de registre, els controls del qual són mínims, i a la vegada concedeixen importants avantatges econòmics que aquests vaixells no troben en el seu país.
També se'ls ha anomenat registres oberts, registres refugi i banderes pirates
Les empreses armadores busquen les banderes de conveniència a fi de reduir costos operatius i evitar regulacions estrictes pel que fa a seguretat o taxes fiscals que d'una altra manera es veurien obligades a complir amb el'adicional de desemborsament.
Molts estats exigeixen a les empreses que pretenguin exercir el cabotatge, és a dir, el transport entre dos ports d'un mateix país, que els vaixells afectats en aquest trànsit enarborin pavelló nacional evitant així la trampa que suposaria l'ús de la bandera de conveniència.
Cal no confondre pavellons de conveniència amb segons registres nacionals.

## Pavellons de conveniència més habituals
- Panamà
- Bahames
- Libèria
- Malta
- Xipre
- Illes Kerguelen
- Illes Marshall
- Antilles Neerlandeses
- Bermudes
- Bolívia